# ویدئوی دیجیتال
ویدیوی (به انگلیسی: Digital video) نوعی از ذخیره‌سازی دیجیتال است که از سیگنال‌های دیجیتال بجای سیگنال‌های آنالوگ بهره می‌برد.